# Hypsipetes borbonicus
Hypsipetes borbonicus é uma espécie de ave da família Pycnonotidae, endêmica da ilha Reunião.